# Pingu in città
Pingu in città (ピングー in ザ・シティ?, Pingū in za Shiti) è una serie televisiva anime sequel di Pingu prodotta da Mattel creations, NHK, NHK Enterprise e Polygon Pictures. La serie è realizzata in computer grafica capace di simulare oggetti di plastilina ed è andata in onda in Giappone su NHK nel 2017.
In Italia è stata importata la versione inglese (Pingu in the City) esordendo su Cartoonito il 31 dicembre 2019 con una maratona di 16 episodi; la serie è iniziata regolarmente il giorno successivo.

## Trama
Pingu e la sua famiglia si sono trasferiti in una città; il protagonista è attratto dalle attività lavorative che ci sono.

## Personaggi
- Pingu: è il protagonista della serie che cerca di imparare i lavori della città.
- Pinga: è la sorella minore di Pingu, molto curiosa e infantile.
- Mamma: la mamma di Pingu è una casalinga.
- Papà: il papà di Pingu è un postino.
- Robby: è la foca miglior amica di Pingu.
- Pikuru: nuova amica di Pingu dalle ciglia bianche. Si diverte spesso a prendere in giro Pingu nonostante in fondo gli voglia bene.
- Pen-Pen: nuovo amico di Pingu dalle sopracciglia lunghe e gialle. Gioca sempre con Pingu e cerca di lavorare come il cuoco.
- Cuoco: lo chef della città innamorato della fioraia.
- Fioraia: la proprietaria del negozio di fiori. Lo chef è innamorato di lei.
- Vigile del fuoco: il pompiere della città. Anche lui è innamorato della fioraia ed è quindi il rivale del cuoco.
- Arbitro: il rigoroso direttore della squadra di calcio.
- Inventore: l'ideatore della città. Insegna spesso a Pingu come usare le sue invenzioni anche se di solito il protagonista finisce per combinare guai.

## Linguaggio dei personaggi
Anche in questa serie i dialoghi consistono in un grammelot incomprensibile interpretato dai doppiatori Ryota Iwasaki e Fumiya Tanaka.

## Episodi
Negli episodi sono stati mantenuti i titoli inglesi, invece quelli italiani sono stati presi dalla guida TV.
| Nº tot.                 | Nº st. | Titolo italiano - Titolo inglese Giapponese 「Kanji」 - Rōmaji                                                | In onda          | In onda          |
| Nº tot.                 | Nº st. | Titolo italiano - Titolo inglese Giapponese 「Kanji」 - Rōmaji                                                | Giapponese       | Italiano         |
| Stagione 1 (26 episodi) |        | |                  |                  |
| 1                       | 1      | Pingu chef - Pingu Cooks Up a Treat! 「ピングー、スターシェフになる」 - Pingū, sutāshefu ni naru              | 7 ottobre 2017   | 31 dicembre 2019 |
| 2                       | 2      | Watch Your Step, Pingu! 「ただいま工事中！」 - Tadaima kōji-chū!                                              | 14 ottobre 2017  | 31 dicembre 2019 |
| 3                       | 3      | Pingu's Rules of Babysitting 「子守はつらいよ」 - Komori wa tsurai yo                                         | 21 ottobre 2017  | 31 dicembre 2019 |
| 4                       | 4      | Pingu panettiere - Pingu the Baker 「ピングー、パン作り名人になる」 - Pingū, pandzukuri meijin ni naru        | 28 ottobre 2017  | 31 dicembre 2019 |
| 5                       | 5      | Pingu in campo - Pingu the Super Substitute 「スーパーサブ登場」 - Sūpā sabu tōjō                             | 4 novembre 2017  | 31 dicembre 2019 |
| 6                       | 6      | Pingu consegne - Pingu at your Service 「お料理届けます！」 - O ryōri todokemasu!                             | 11 novembre 2017 | 31 dicembre 2019 |
| 7                       | 7      | Pingu al buio - Power Up Pingu 「ただいま発電中！」 - Tadaima hatsuden-chū!                                   | 18 novembre 2017 | 31 dicembre 2019 |
| 8                       | 8      | Pingu e l'intruso - Buzz Off! 「小さな侵入者」 - Chīsana shin'nyū-sha                                         | 25 novembre 2017 | 31 dicembre 2019 |
| 9                       | 9      | Pingu coach - Pingu the Hero! 「ペンギンの本能」 - Pengin no hon'nō                                           | 2 dicembre 2017  | 31 dicembre 2019 |
| 10                      | 10     | Sfida di bouquet - Flower Power 「花束を贈ろう！」 - Hanataba o okurou!                                       | 9 dicembre 2017  | 31 dicembre 2019 |
| 11                      | 11     | L'igloo - Let's Build an Igloo! 「イグルーを作ろう！」 - Igurū o tsukurou!                                    | 16 dicembre 2017 | 31 dicembre 2019 |
| 12                      | 12     | Pingu salva il Natale - Pingu Saves Christmas 「サンタクロースの落とし物！？」 - Santa Kurōsu no otoshimono!? | 23 dicembre 2017 | 31 dicembre 2019 |
| 13                      | 13     | L'invenzione magnetica - Pingu's Magnet Muddle 「らくちんマシン」 - Raku-chin mashin                          | 30 dicembre 2017 | 31 dicembre 2019 |
| 14                      | 14     | L'arte del pane - The Art of Baking 「パンでアート！？」 - Pan de āto!?                                       | 13 gennaio 2018  | 31 dicembre 2019 |
| 15                      | 15     | Il compleanno della mamma - Mama's Birthday Surprise 「ママのバースデー」 - Mama no bāsudē                    | 20 gennaio 2018  | 31 dicembre 2019 |
| 16                      | 16     | Pingu prende il volo - Pingu Takes Flight 「空飛ぶペンギン」 - Soratobu pengin                                | 27 gennaio 2018  | 5 gennaio 2020   |
| 17                      | 17     | Pingu pattinatore - Pingu Glides to Fame 「僕たちフィギュアスケーター」 - Boku-tachi figyua sukētā            | 3 febbraio 2018  | 5 gennaio 2020   |
| 18                      | 18     | Un buco da riparare - Pingu Plugs a Leak 「水もれ注意！」 - Mizu-more chūi!                                   | 10 febbraio 2018 | 5 gennaio 2020   |
| 19                      | 19     | Pingu e Pinga stilisti - Pingu and Pinga Fashionista's 「オシャレなピンガ」 - Osharena Pinga                  | 17 febbraio 2018 | 6 gennaio 2020   |
| 20                      | 20     | La mossa perfetta - Keep It Up Pingu! 「リフティングでゴー！」 - Rifutingu de gō!                             | 24 febbraio 2018 | 6 gennaio 2020   |
| 21                      | 21     | Pesca grossa - Pingu's Catch of the Day 「魚つりは楽しい！？」 - Sakanatsuri wa tanoshī!?                     | 3 marzo 2018     | 7 gennaio 2020   |
| 22                      | 22     | Un sostituto un po' sbadato - Stop that Mail! 「郵便配達は大騒ぎ！」 - Yūbin haitatsu wa ōsawagi!             | 10 marzo 2018    | 7 gennaio 2020   |
| 23                      | 23     | A tutta colla - Sticking Together 「ひっつきパニック」 - Hittsuki panikku                                     | 17 marzo 2018    | 7 gennaio 2020   |
| 24                      | 24     | Il cappello - Special Delivery for Pingu 「お手紙届けます！」 - O tegami todokemasu!                          | 21 marzo 2018    | 31 dicembre 2019 |
| 25                      | 25     | Gare invernali - Everyone's a Winner! 「勝利は誰の手に！？」 - Shōri wa dare no te ni!?                       | 24 marzo 2018    | 8 gennaio 2020   |
| 26                      | 26     | I semi del vicino - Growing Pains 「花を咲かせよう！」 - Hana o sakaseyou!                                    | 31 marzo 2018    | 8 gennaio 2020   |
| Stagione 2 (26 episodi) |        | |                  |                  |
| 27                      | 1      | Pingu pompiere - Fire Fighter Training is Tough! 「消防訓練は大変だ！」 - Shōbō kunren wa taihenda!           | 6 ottobre 2018   | 14 marzo 2020    |
| 28                      | 2      | L'aiutante misterioso - A Mysterious Helper 「謎の助っ人登場」 - Nazo no suketto tōjō                         | 13 ottobre 2018  | 23 marzo 2020    |
| 29                      | 3      | Il nonno - Grandfather's Here! 「おじいちゃんがやってきた！」 - Ojīchan ga yattekita!                         | 20 ottobre 2018  | 23 marzo 2020    |
| 30                      | 4      | Pingu in tram - The Naughty Tram Passenger 「汚すのはだれだ!?」 - Yogosu no wa dareda!?                       | 27 ottobre 2018  | 24 marzo 2020    |
| 31                      | 5      | Pingu esploratore - A Mysterious Creature Appears! 「謎の生物現わる！」 - Nazo no seibutsu gen waru!          | 3 novembre 2018  | 24 marzo 2020    |
| 32                      | 6      | Il jazz di Pingu - Pingu's Jam Session 「すてきなセッション」 - Sutekina Sesshon                              | 10 novembre 2018 | 24 marzo 2020    |
| 33                      | 7      | Pingu fotografo - Say Cheese! 「シャッターチャンス」 - Shattā Chansu                                          | 17 novembre 2018 | 25 marzo 2020    |
| 34                      | 8      | Dentro la scatoletta - What's Inside? 「中身はなあに？」 - Nakami wa nāni?                                    | 24 novembre 2018 | 25 marzo 2020    |
| 35                      | 9      | Caccia al pinguino blu - The Big Blue Chase 「青いペンギンを追え！」 - Aoi Pengin o oe!                       | 1º dicembre 2018 | 25 marzo 2020    |
| 36                      | 10     | Pingu nello spazio - Pingu's Space Adventures 「宇宙は楽しいことばかり！」 - Uchū wa tanoshī koto bakari!     | 8 dicembre 2018  | 26 marzo 2020    |
| 37                      | 11     | Uno yeti per amico - Helping a New Friend 「雪山レスキュー隊」 - Yukiyama resukyū-tai                         | 15 dicembre 2018 | 26 marzo 2020    |
| 38                      | 12     | Pingu e l'uovo - Pingu and the Egg 「たまごはどこだ？」 - Tamago wa dokoda?                                   | 22 dicembre 2018 | 26 marzo 2020    |
| 39                      | 13     | Pingu regista - Pingu Makes the Movie! 「映画を作ろう！」 - Eiga o tsukurou!                                  | 29 dicembre 2018 | 27 marzo 2020    |
| 40                      | 14     | Pingu rock star - Pingu is a Rock Star! 「スターをさがせ！」 - Sutā o sagase!                                 | 5 gennaio 2019   | 27 marzo 2020    |
| 41                      | 15     | Pingu e Pinga casalinghi - Household Helping Hands 「やっかいなお手伝い」 - Yakkaina otetsudai                | 12 gennaio 2019  | 27 marzo 2020    |
| 42                      | 16     | Pingu parrucchiere - Pingu the Wigmaker! 「不思議な美容院」 - Fushigina miyōin                                | 19 gennaio 2019  | 28 marzo 2020    |
| 43                      | 17     | Pingu poliziotto - Pingu on Patrol! 「ただいまパトロール中！」 - Tadaima Patorōru-chū!                        | 26 gennaio 2019  | 28 marzo 2020    |
| 44                      | 18     | Una scoperta congelata - Pingu's Frozen Discovery 「すばらしい発見」 - Subarashī hakken                       | 2 febbraio 2019  | 28 marzo 2020    |
| 45                      | 19     | La caccia al tesoro - Pingu's Treasure Hunt 「伝説の宝を探し出せ！」 - Densetsu no takara o sagashidase!      | 9 febbraio 2019  | 29 marzo 2020    |
| 46                      | 20     | Viaggio sulla luna - Voyage to the Moon 「ステキな月旅行」 - Sutekina tsuki ryokō                             | 16 febbraio 2019 | 29 marzo 2020    |
| 47                      | 21     | La danza del traffico - Pingu's Traffic Dance 「踊る交通整理」 - Odoru kōtsū seiri                            | 23 febbraio 2019 | 29 marzo 2020    |
| 48                      | 22     | Pingu in TV - I Want to be on TV! 「テレビに出たい！」 - Terebi ni detai!                                     | 2 marzo 2019     | 30 marzo 2020    |
| 49                      | 23     | Il mercatino delle pulci - Flea Market 「フリーマーケット」 - Furī Māketto                                    | 9 marzo 2019     | 30 marzo 2020    |
| 50                      | 24     | Pingu statua vivente - Pingu the Living Statue 「動く彫刻」 - Ugoku chōkoku                                   | 16 marzo 2019    | 30 marzo 2020    |
| 51                      | 25     | La trappola di Pingu - Pingu's Snack Attack 「おやつを守れ！」 - O yatsu o mamore!                            | 23 marzo 2019    | 31 marzo 2020    |
| 52                      | 26     | La Pingu Orchestra - Pingu the Conductor 「不思議な演奏会」 - Fushigina ensō-kai                              | 30 marzo 2019    | 31 marzo 2020    |